# Juraj Konderla
Juraj Konderla (* 21. listopadu 1966) je bývalý slovenský fotbalista.

## Fotbalová kariéra
Hrál za Inter Bratislava a Slovan Bratislava. Mistr Československa 1992. V československé lize nastoupil v 5 utkáních.